# Halanthium
Halanthium es un género de plantas fanerógamas con quince especies pertenecientes a la familia Amaranthaceae.

## Taxonomía
El género fue descrito por Karl Heinrich Emil Koch y publicado en Linnaea 17: 313. 1843[1844]. La especie tipo es: Halanthium rarifolium K. Koch. 

## Especies
| - Halanthium abichii - Halanthium alaeflavum - Halanthium aucheri - Halanthium kulpianum - Halanthium lanatum - Halanthium lilacinum - Halanthium lipskii | - Halanthium mamamense - Halanthium molle - Halanthium purpureum - Halanthium rarifolium - Halanthium rigidum - Halanthium robustum - Halanthium roseum - Halanthium spicatum |